# Philippe-Wolfgang de Hanau-Lichtenberg
Pour les articles homonymes, voir Hanau (homonymie).
Philippe-Wolfgang de Hanau-Lichtenberg, né le 31 juillet 1595 à Bouxwiller et mort le 24 février 1641 dans la même ville, hérite du comté de Hanau-Lichtenberg le 19 novembre 1625, jour de la mort de son père Jean-Reinhard Ier de Hanau-Lichtenberg, et devient ainsi le septième comte de Hanau et sire de Lichtenberg. Sa gouvernance se déroule durant les terribles années de la guerre de Trente Ans.

## Enfance et jeunesse
Philippe-Wolfgang est le fils du comte Jean-Reinhard Ier de Hanau-Lichtenberg (1569-1625) et de la comtesse Marie-Élisabeth de Hohenlohe-Neuenstein (1576-1605). Il fréquente l'université de Strasbourg. Son Grand Tour le mene en France, en Italie et en Angleterre.

## Famille
Philippe-Wolfgang se marie deux fois:
1. Le 15 novembre 1619 avec la comtesse Jeanne d'Oettingen-Oettingen, née le 30 août 1602 et morte le 17 septembre 1639 à Strasbourg, d'abord inhumée en cette ville à Saint-Pierre, sa dépouille fut plus tard transférée à Bouxwiller et placée au côté de celle de son époux[1]. De cette union sont issus :
  1. Jean-Louis, né le 14 juin 1621 à Strasbourg, mort le 30 janvier 1623 à Bouxwiller, et inhumé en ce lieu.
  2. Anne Élisabeth, née le 19 mai 1622 à Bouxwiller, et morte le 21 mai 1622 à Bouxwiller et inhumée en ce lieu.
  3. Frédéric Casimir, né le 4 août 1623, et mort le 30 mars 1685.
  4. Dorothée Élisabeth, née le 19 novembre 1624 à Bouxwiller, et morte le 21 novembre 1624 et inhumée en ce lieu.
  5. Jean-Philippe de Hanau-Lichtenberg, né le 13 janvier 1626 (calendrier julien) à Bouxwiller, mort le 18 décembre 1669 à Babenhausen.
  6. Jeanne Julienne, née le 4 janvier 1627[2] à Bouxwiller et morte le 4 septembre 1628 à Bouxwiller.
  7. Jean-Reinhard II, né le 13 janvier 1628 (calendrier julien) à Bouxwiller et mort le 25 avril 1666 à Bischofsheim am hohen Steg)
  8. Sophie-Éléonore, née le 13 avril 1630 à Bouxwiller et morte le 20 avril 1662 (calendrier julien) à La Petite Pierre non mariée, vivant avec sa sœur Agathe Christine, inhumée à Bouxwiller[3].
  9. Agathe-Christine, née le 23 septembre 1632 et morte le 5 décembre 1681, épouse du comte palatin Léopold-Louis de Palatinat-Veldenz
  10. Christian Eberhard, né le 17 juillet 1635 (calendrier julien) à Strasbourg et mort le 4 mai 1636 à Strasbourg), inhumé à Bouxwiller[4].
2. Il épouse le 17 mai 1640 la Rheingräfin (de) Dorothée Diane de Salm (de) née le 25 juillet 1604 à Créhange, morte le 19 décembre 1672 à Wörth am Rhein, veuve du comte Philippe-Louis de Ribeaupierre († 19 décembre 1672). Elle fut inhumée à Bouxwiller[5]

## Règne
Les principaux problèmes survenus au cours de son règne ont pour cause directe la guerre de Trente Ans. La tradition rapporte qu'il gouverna lui-même son comté ce qui l'obligea à être souvent sur les routes d'Allemagne. Ses incessants voyages seraient la cause de son décès prématuré.
Il chercha à poursuivre l'action que son père engagea au cours de ce conflit, à savoir une politique de neutralité. Les résultats furent assez mitigés. En effet, en 1631, le bailliage de Babenhausen fut ravagé. La ville et son château furent occupés et pillés par les troupes impériales. Un an plus tard, en 1632, elles furent suivies par les troupes suédoises du comte Wolf Heinrich von Isenburg. Du 23 février au 28 mars 1635 la ville fut assiégée, sans succès, par les Impériaux de Philippe de Mansfeld. En 1636, le bailliage de Babenhausen fut a nouveau occupé.
Les possessions comtales situées en Alsace furent elles aussi durement touchées par le conflit. Là aussi les Impériaux brûlèrent et pillèrent de nombreuses localités. Philippe-Wolfgang engagea bien des mesures militaires d'attaque et défense. Mais ses moyens limités ne lui permirent pas de défendre efficacement son comté contre ses adversaires. En 1633, les suédois investirent ses biens en Alsace, avec son lot de pillage et de destruction. Le 31 juillet 1633, non loin de Pfaffenhoffen, les Suédois affrontèrent avec succès les troupes lorraines dans le camp des Impériaux. Lorsque la Suède s'allia avec la France, Bouxwiller, Ingwiller et Pfaffenhoffen furent occupées par les troupes françaises. Par la suite, les Impériaux du maréchal Matthias Gallas envahirent le comté ; là, la ville de Wörth am Rhein (Palatinat) fut pillée par deux fois. Encore plus tard, Le duc Bernard de Saxe-Weimar, dans le camp des protestants, installa son quartier général à Brumath. Le comte Jacques Jean de Hanau-Münzenbourg (1612-1636) tomba près de Saverne et fut inhumé en l'église Saint-Nicolas de Strasbourg. En 1638, Bouxwiller fut pillée par les Croates.
Pour défendre ses intérêts, Philippe-Wolfgang se plaça sous la protection du roi de France pour échapper aux ambitions du duc de Weimar, militaire doué mais sans possessions territoriales personnelles et qui durant ce conflit chercha à se constituer un État en Alsace.

## Décès
Philippe-Wolfgang de Hanau-Lichtenberg meurt le 24 février 1641 à Bouxwiller, à l'âge de 45 ans. Il est enterré le 17 mars à Lichtenberg.